# José Antônio Flores da Cunha
José Antônio Flores da Cunha (Santana do Livramento, 5 de marzo de 1880 — Porto Alegre, 4 de noviembre de 1959) fue un abogado, general y político brasileño. Fue presidente de la Cámara de Diputados, senador, interventor general y, luego, gobernador de Río Grande del Sur así como diputado federal por el mismo estado y por el estado de Ceará además de alcalde de la ciudad gaúcha de Uruguayana.

## Biografía y carrera política
Nació en la estancia São Miguel, una de las propiedades rurales de su familia en Santana do Livramento. Era hijo de Evarista Flores y Miguel Luís da Cunha (1852 - 1918), uno de los hacendados más ricos de la región y miembro de familias tradicionales de la provincia de São Pedro do Rio Grande do Sul. José Antônio Flores da Cunha era bisnieto del coronel de la Guarda Nacional José Antônio Martins, también terrateniente de la región. También era hermano del senador Francisco Flores da Cunha, casado con Francisca Chaves, hija del presidente de la provincia de Minas Gerais y Santa Catarina, Antônio Gonçalves Chaves. Se casó con Irene Irulegui Guerra en 1905. Ha estudiado en São Paulo y luego en Río de Janeiro donde se graduó en derecho en 1902 por la entonces Facultad de Derecho de Río de Janeiro. Tras licenciarse trabajó como delegado de policía en Río de Janeiro y como abogado en Santana do Livramento y Uruguayana, destacando por su elocuencia.
En este contexto, también se destacó como asistente de Galdino Siqueira, entonces Fiscal General, en el caso del asesinato del senador José Gomes Pinheiro Machado.
En 1909, como miembro del Partido Republicano Rio-Grandense (PRR), inició su carrera política como diputado estadual. Inició su primer mandato como diputado federal en 1912, elegido por Ceará. En 1917 fue reelegido, esta vez por su estado natal, renunciando en 1920 para presentarse a alcalde de Uruguaiana, siendo elegido con una importante votación. En 1923, se destacó como líder militar legalista en la lucha que conflagró Río Grande del Sur, enfrentando a los partidarios del gobernador Borges de Medeiros contra la oposición liderada por Joaquim Francisco de Assis Brasil. Renovó su mandato como diputado federal en 1924. El 8 de octubre de 1925, arrestó a Honório Lemes y garantizó su integridad cuando la gente quiso lincharlo. Reelegido diputado federal en 1927, dimitió en 1928 para ser elegido senador.
Participó activamente en la revolución de 1930, que llevó a Getúlio Vargas a la presidencia de Brasil. El 28 de noviembre de 1930, fue nombrado interventor federal en Río Grande del Sur. Ayudó a fundar el Partido Republicano Liberal (PRL) en noviembre de 1932. En la Revolución Constitucionalista de 1932, se mantuvo fiel a Getúlio Vargas. En abril de 1935, fue elegido popularmente como gobernador de Río Grande del Sur, cargo que ocupó hasta octubre de 1937, año en que empezó a distanciarse de Getúlio Vargas. Buscando ampliar su influencia política a nivel nacional, se involucró en disputas sucesorias en otros estados, como Santa Catarina y Río de Janeiro. Defensor del federalismo, chocó con sectores militares que, como el general Pedro Aurélio de Góis Monteiro, defendían la centralización del poder en el gobierno federal. En 1937, tras romper con Getúlio Vargas, se vio obligado a abandonar el gobierno de Río Grande del Sur. Se exilió entonces en Uruguay y sólo regresó a Brasil cinco años después, durante la Segunda Guerra Mundial, cuando cumplió una condena de nueve meses en Ilha Grande, en Río de Janeiro. Fue liberado por Vargas en 1943.
En 1945, participó en la fundación de la UDN, organización por la que fue elegido miembro de la Asamblea Constituyente. En las elecciones para suceder a Vargas, hizo campaña por el brigadier Eduardo Gomes. Fue reelegido diputado federal en octubre de 1950 y octubre de 1954, siempre por el Udenismo. Asumió la presidencia de la Cámara de Diputados el 8 de noviembre de 1955, en sustitución del diputado Carlos Luz, que había asumido la jefatura del Ejecutivo Federal debido a la salida de Café Filho por motivos de salud. Coordinó las sesiones que garantizaron la investidura de Juscelino Kubitschek. Ese mismo año, rompió con la UDN y renunció a la presidencia de la Cámara.
En 1958, a los 78 años, fue elegido por el PTB, pero murió antes de terminar su mandato. Fue enterrado en Santana do Livramento.